# Gazprom-RusVelo
Gazprom-RusVelo (código UCI: GAZ) fue un equipo ciclista profesional ruso de ciclismo en ruta de categoría UCI ProTeam y Pista, fundado en 2011. Participaba en las divisiones de ciclismo de ruta UCI ProSeries, y los Circuitos Continentales UCI, corriendo asimismo en aquellas carreras del circuito UCI WorldTour a las que era invitado, actualmente se encuentra disuelto.
Aunque sean de diferentes modalidades se consideraban el mismo equipo ya que comparten 3 de sus directores (Heiko Salzwedel, Andreas Lang, Henk Vogels) además de gran parte de sus corredores, a pesar de tener diferentes sedes: el de ruta en Zúrich (Suiza) y el de pista en Moscú. De hecho, su director principal, Heiko Salzwedel, declaró que su ámbito de actuación son las dos disciplinas.
Su estructura también contaba con un equipo femenino con el mismo nombre, también con sede en Zúrich. En este también se combina ciclismo en ruta con el de pista.

## Historia del equipo
El RusVelo se fundó en 2012 (aunque para la modalidad en pista oficialmente en la temporada 2011-2012), siendo sus primeras carrera la Vuelta al Táchira y la Copa del Mundo de Pekín.

### Relación con el Katusha Team
Con la creación de este equipo en categoría profesional surgieron dudas sobre un posible conflicto de intereses con el Katusha de categoría UCI ProTeam. Ello fue debido a que ambos equipos, junto con los filiales Katusha-Itera y Katusha-Itera sub-23, pertenecen a la sociedad Global Russian Cycling Project. De hecho el Katusha se nutre de esos equipos filiales.
Sin embargo su director, Heiko Salzwedel, rechazó tal relación directa aduciendo que mientras en Katusha tiene como objetivo principal el Tour de Francia el RusVelo tendría como objetivos principales el Campeonato Mundial de Ciclismo en Pista, los Juegos Olímpicos (en pista) y la contrarreloj por equipos del Campeonato Mundial de Ciclismo en Ruta (en ruta).
Además concluyó diciendo que:

"Además, el Russian Global Cycling Project es un proyecto de carretera. La mayoría de nuestros chicos son antiguos o actuales muy buenos corredores de pista. Tenemos nuestra propia agenda y un especial modo de funcionamiento..."

## Corredor mejor clasificado en las Grandes Vueltas
| Año  | Giro de Italia           | Tour de Francia | Vuelta a España |
| ---- | ------------------------ | --------------- | --------------- |
| 2012 | -                        | -               | -               |
| 2013 | -                        | -               | -               |
| 2014 | -                        | -               | -               |
| 2015 | -                        | -               | -               |
| 2016 | 30.º Serguéi Firsánov    | -               | -               |
| 2017 | 40.º Aleksandr Folíforov | -               | -               |
| 2018 | -                        | -               | -               |
| 2019 | -                        | -               | -               |

## Material ciclista
El equipo utiliza bicicletas Colnago. Anteriormente utilizó BMC.

## Sede
El equipo en ruta tiene su sede en Zúrich (Suiza) (Hornbachstrasse 50, 8008), mientras el de pista lo tiene en Moscú (Sevastopolskiy pr-t 28/1, 117209).

## Clasificaciones UCI
A partir de 2005 la UCI instauró los Circuitos Continentales UCI, donde el equipo está desde que se creó en 2012, registrado dentro del UCI Europe Tour. Estando en las clasificaciones del UCI Europe Tour Ranking y UCI Asia Tour Ranking. Las clasificaciones del equipo y de su ciclista más destacado son las siguientes:
| Año                      | Clasificación por equipos | Mejor corredor en la clasificación individual | Posición |
| 2011-2012 (Asia Tour)    | 19.º                      | Arthur Ershov                                 | 55.º     |
| 2011-2012 (America Tour) | 36.º                      | Ivan Rovny                                    | 127.º    |
| 2011-2012 (Europe Tour)  | 22.º                      | Sergey Firsanov                               | 18.º     |
| 2012-2013 (Asia Tour)    | 32.º                      | Leonid Krasnov                                | 28.º     |
| 2012-2013 (Europe Tour)  | 28.º                      | Leonid Krasnov                                | 106.º    |
| 2013-2014 (America Tour) | 32.º                      | Alexandr Serov                                | 278.º    |
| 2013-2014 (Europe Tour)  | 8.º                       | Ilnur Zakarin                                 | 9.º      |
| 2013-2014 (Asia Tour)    | 38.º                      | Serguéi Lagutín                               | 111.º    |
| 2015 (Europe Tour)       | 6.º                       | Ivan Savitskiy                                | 30.º     |
| 2015 (Asia Tour)         | 30.º                      | Ivan Savitskiy                                | 43.º     |
| 2016 (Asia Tour)         | 48.º                      | Roman Maikin                                  | 111.º    |
| 2016 (Europe Tour)       | 14.º                      | Roman Maikin                                  | 69.º     |
| 2017 (Oceania Tour)      | 19.º                      | Pavel Brutt                                   | 88.º     |
| 2017 (Europe Tour)       | 31.º                      | Alexander Porsev                              | 287.º    |
| 2018 (Europe Tour)       | 23.º                      | Aleksandr Vlasov                              | 206.º    |
| 2019 (Europe Tour)       | 15.º                      | Aleksandr Vlasov                              | 89.º     |
| 2020 (Europe Tour)       | 19.º                      | Simone Velasco                                | 208.º    |

## Palmarés

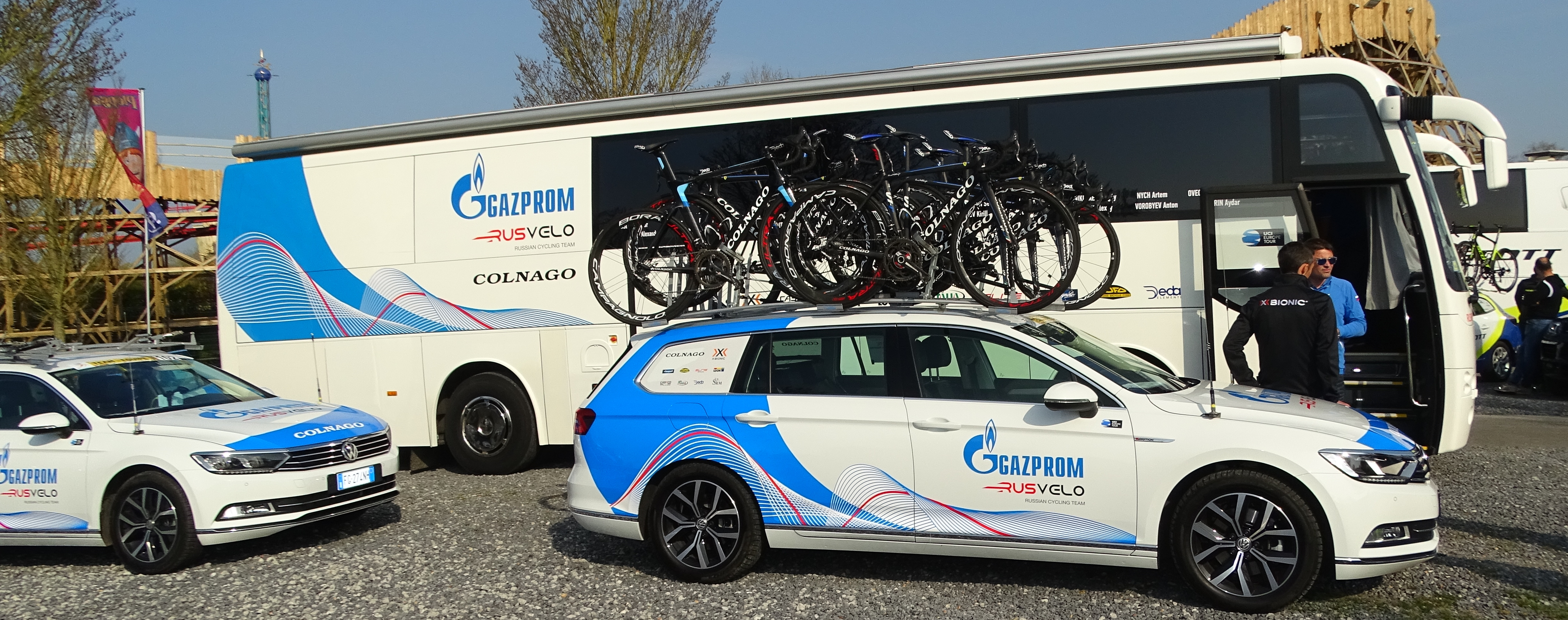
Vehículos del equipo.

Para años anteriores, véase Palmarés del Gazprom-RusVelo

### Palmarés 2022

#### UCI WorldTour
| Fechas        | Carreras               | Ganador       |
| 25 de febrero | 6.ª etapa del UAE Tour | Mathias Vacek |

#### UCI ProSeries
| Fechas | Carreras | Ganador |

#### Circuitos Continentales UCI
| Fechas        | Circuito                             | Carreras                                     | Ganador           |
| 10 de febrero | UCI Europe Tour 2022                 | 1.ª etapa del Tour de Antalya                | Matteo Malucelli  |
| 12 de abril   | UCI Europe Tour 2022                 | 1.ª etapa del Giro de Sicilia                | Matteo Malucelli  |
| 2 de junio    | Copa de las Naciones UCI sub-23 2022 | Prólogo de la Carrera de la Paz sub-23 (CRI) | Mathias Vacek     |
| 4 de junio    | UCI Europe Tour 2022                 | 1.ª etapa de la Adriática Iónica             | Christian Scaroni |
| 6 de junio    | UCI Europe Tour 2022                 | 3.ª etapa de la Adriática Iónica             | Giovanni Carboni  |
| 8 de junio    | UCI Europe Tour 2022                 | 5.ª etapa de la Adriática Iónica             | Christian Scaroni |

#### Campeonatos nacionales
| Fechas | Carreras | Ganador |

## Plantillas
Para años anteriores, véase Plantillas del Gazprom-RusVelo

### Plantilla 2022
| Nombre                   | Nacimiento | Nacionalidad    | Equipo 2021                 |
| Marco Canola             | 26/12/1988 | Italia          | Gazprom-RusVelo             |
| Giovanni Carboni         | 31/08/1995 | Italia          | Bardiani-CSF-Faizanè        |
| Nikolay Cherkasov        | 26/09/1996 | Rusia           | Gazprom-RusVelo             |
| Sergei Chernetski        | 09/04/1990 | Rusia           | Gazprom-RusVelo             |
| Nicola Conci             | 05/01/1997 | Italia          | Trek-Segafredo              |
| José Manuel Díaz Gallego | 18/01/1995 | España          | Team Delko                  |
| Alessandro Fedeli        | 02/03/1996 | Italia          | Team Delko                  |
| Pavel Kochetkov          | 07/03/1986 | Rusia           | Gazprom-RusVelo             |
| Michael Kukrle           | 17/11/1994 | República Checa | Elkov-Kasper                |
| Eirik Lunder             | 09/06/1999 | Noruega         | Gazprom-RusVelo (stagiaire) |
| Matteo Malucelli         | 20/10/1993 | Italia          | Androni Giocattoli-Sidermec |
| Denis Nekrasov           | 19/02/1997 | Rusia           | Gazprom-RusVelo             |
| Artem Nych               | 21/03/1995 | Rusia           | Gazprom-RusVelo             |
| Andrea Piccolo           | 23/03/2001 | Italia          | Astana-Premier Tech         |
| Petr Rikunov             | 24/02/1997 | Rusia           | Gazprom-RusVelo             |
| Kevin Rivera             | 28/06/1998 | Costa Rica      | Bardiani-CSF-Faizanè        |
| Ivan Rovny               | 30/09/1987 | Rusia           | Gazprom-RusVelo             |
| Christian Scaroni        | 16/10/1997 | Italia          | Gazprom-RusVelo             |
| Dmitry Strakhov          | 17/05/1995 | Rusia           | Gazprom-RusVelo             |
| Mathias Vacek            | 12/06/2002 | República Checa | Gazprom-RusVelo             |
| Ilnur Zakarin            | 15/09/1989 | Rusia           | Gazprom-RusVelo             |

1. ↑  Hasta el 8 de septiembre.
2. ↑  Hasta el 16 de mayo.
3. ↑  Hasta el 3 de junio.
4. ↑  Hasta el 20 de junio.
5. ↑  Hasta el 30 de marzo.
6. ↑  Hasta el 13 de abril.
7. ↑  Hasta el 31 de julio.
8. ↑  Hasta el 23 de junio.
9. ↑  Hasta el 28 de julio.
10. ↑  Hasta el 9 de junio.